# CS Zlatna
Clubul Sportiv Zlatna, este un club de fotbal din orașul Zlatna, județul Alba, România, care evoluează în Liga a IV-a Alba. Clubul s-a numit în trecut Aurul și Minaur.

## Istoric
La sfârșitul sezonului 1965–66, Aurul Zlatna a reușit să promoveze în Divizia C, după ce a câștigat Campionatul Regiunii Hunedoara și meciul de barajul susținut împotriva câștigătoarei Campionatului Regiunii Crișana, Gloria Ioșia (1–1 în deplasare și 4–2 la Zlatna). Lotul condus de antrenorul Dan Sîrbu a fost compus din următorii jucători: Petru Floca (27 ani), Aurel Popa (18 ani), portari: Ioan Tomoraș (21 ani), Ioan Mureșan (20 ani), Viorel Borza (23 ani), Gheorghe Vințan (19 ani), apărători: Dan Dudaș (25 ani), Constantin Cosma (25 ani - cpt.) mijlocași; Vasile Bălăneanu (21 ani), Ioan Preda (23 ani), Gheorghe Boldan (23 ani), Mihai Ioan (25 ani), Ludovic Mesingher (19 ani), Augustin Căpitan (23 ani), Silviu Raica (17 ani), înaintași.

## Palmares
Liga a III-a
- Campioană (1): 2000–01

Liga a IV-a Alba
- Campioană (4): 1991–92, 1992–93, 1993–94, 2008–09

Campionatul Regional Hunedoara
- Campioană (1): 1965–66

## Foști jucători
Fotbaliștii menționați mai jos au jucat cel puțin 1 sezon la CS Zlatna și au mai jucat în Liga I la o altă echipă.
- Flavius Burnete
- Marius Magiaru
- Gheorghe Fătu
- Marian Miuță
- Dorin Boca
- Dan Miheț
- Lucian Balaban
- Daniel Mif
- Florin Stancu
- Răzvan Chira
- Victor Medeleanu
- Cristian Stoica
- Sorin Mărginean
- Alexandru Duță
- Alexandru Darha
- Vasile Bolmandâr
- Ioan Șara
- Mihai Mincă
- Bogdan Straton
- Bogdan Vlad
- Ștefan Kiraly
- Claudiu Corpade
- Daniel Cosma
- Răzvan Cosma
- Dan Uleșan
- George Negura
- Olimpiu Bucur
- Marcel Rusu
- Adrian Popescu
- Daniel Minea
- Andrei Mitrofan
- Doru Dudiță
- Sorin Ciobanu
- Remus Chivescu
- Andrei Zăgrean
- Gigi Gorga
- Vasile Jercălău
- Florin Cotora
- Călin Cristea
- Alin Paleacu
- Dan Găldean
- Constantin Avram
- Ovidiu Maier
- Ovidiu Burchel
- Aurel Himcinschi
- Florin Macavei
- Claudiu Bunea
- Claudiu Cosma
- Adrian Miclea
- Cosmin Bar
- Dan Iurișniți
- Andrei Joo
- Florin Miclea
- Daniel Lupașcu
- Marius Plisca
- Gideon Ebijitimi
- Lucian Nistor
- Florin Valentin Haneș

## Foști antrenori
- Vasile Stancu (1971–1973)
- Aurel Șunda (2003)
- Jean Gavrilă
- Ioan Ciocan
- Marian Răduță
- Iulian Chira - secund
- Nicolae Călean - secund
- Ioan Kilin